# Омельники
Оме́льники (Старі Омельники, Нові Омельники, Мельники) — колишнє село в Україні.
Знаходилося в Народицькому районі Житомирської області. Підпорядковувалось Довголіській сільській ради. Виселено через радіоактивне забруднення внаслідок аварії на ЧАЕС. Населення в 1981 році — 60 осіб. Зняте з обліку 28 грудня 1990 року Житомирською обласною радою.
17 листопада 1921 р. під час Листопадового рейду через Омельники, повертаючись із походу, проходили залишки Волинської групи (командувач — Юрій Тютюнник) Армії Української Народної Республіки.